# 2010 en littérature
| Années de la littérature : 2007 - 2008 - 2009 - 2010 - 2011 - 2012 - 2013    |
| Décennies de la littérature : 1980 - 1990 - 2000 - 2010 - 2020 - 2030 - 2040 |

Cet article présente les faits marquants de l'année 2010 en littérature.

## Événements
- L'Iconoclaste, maison d'édition créée en 1997 par Sophie de Sivry, déménage au 27 rue Jacob dans le 6e arrondissement de Paris, dans les anciens locaux historiques du Seuil.
- 4 janvier : cinquantenaire de la mort d'Albert Camus.
- 29 janvier : centenaire de la naissance d'Henri Queffélec.
- du 29 au 31 janvier : 9e Festival de la biographie à Nîmes.
- 5 mars : centenaire de la naissance de Paul Guth.
- 21 avril : centenaire de la mort de Mark Twain.
- 22 mai : centenaire de la mort de Jules Renard.
- 23 juin : centenaire de la naissance de Jean Anouilh.
- 27 juillet : centenaire de la naissance de Julien Gracq.
- 7 novembre : centenaire de la mort de Léon Tolstoï.
- 11 décembre : bicentenaire de la naissance d'Alfred de Musset.
- 19 décembre : centenaire de la naissance de Jean Genet.

## Parutions

### Bande dessinée
1. 15 Years of DC Comics, éd. Taschen, 720 p..
2. Alexe, Olivier Peru et Jean-Luc Istin (scénario), Lancelot, tome 2 : Iweret, éd. Soleil
3. Pénélope Bagieu, Cadavre exquis, éd. Gallimard.
4. Roberto Baldazzini et Celestino Pes (scénario), Chiara Rosenberg : la double vie d'une dominatrice, éd. Delcourt, coll. Erotix, 96 p.. BD érotique.
5. Baru, L'Enragé (l'intégrale), éd. Dupuis.
6. Baru, Fais péter les basses, Bruno ! (l'intégrale), éd. Futuropolis.
7. Olaf Boccere et Igor (scénario), Chambre 121, T.5 éd. Dynamite. BD érotique.
8. Matthieu Bonhomme et Lewis Trondheim (scénario), Omni-Visibilis, éd. Dupuis.
9. Jean-Louis Chiflet, The New Yorker. L'Humour des chats, éd. des Arènes. Les chats par les dessinateurs du quotidien The New Yorker.
10. Sophian Cholet, Olivier Peru (scénario), Zombies, tome 1 : La Divine Comédie, éd. Soleil
11. Chloé Cruchaudet, Ida, Grandeur et humiliation, éd. Delcourt. Prix René-Goscinny et Prix « Décoincer la bulle ».
12. Defrance, Fabien Bedouel et Merwan Chabane (scenario), L'Or et le sang, T2 : Inch'Allah.
13. Stuart Hample (américain), Angoisse & légèreté, Woody Allen en comics, éd. Fetjaine, 120 p..
14. Kei Ishiyama, Grimms Manga, vol. 2, éd. Pika. Les contes des frères Grimm.
15. Li Kunwu (chinois), Une vie chinoise, traduit par An Ning, éd. Kana, 128 p..
16. Anna Miralles et Jean Dufaux (scénario), Djinn, T.9 : Le Roi Gorille, éd. Dargaud, coll. Djinn. BD érotique.
17. Anna Miralles et Jean Dufaux (scénario), Djinn, T.10 : Le Pavillon des plaisirs, éd. Dargaud, coll. Djinn. BD érotique.
18. Benoît Mouchart, Idées reçues sur la bande dessinée, éd. Le Cavalier Bleu, 192 p.. Par le directeur artistique du Festival d'Angoulème.
19. Fabien Nury et Sylvain Vallée, Il était une fois en France, T.4 : Aux armes, citoyens !, éd. Glénat.
20. Anthony Pastor, Las Rosas, éd. Actes Sud BD.
21. Daniel Pennac et Tonino Benacquista, Lucky Lucke contre Pinkerton, éd. Lucky Comics.
22. Frederick Peeters et Pierre Oscar Lévy, Château de sable, éd. Atrabile.
23. Sean Phillips et Ed Brubaker (scénario), Incognito T1 : Projet Overkill, éd. Delcourt.
24. Arnaud Poitevin, Régis Hautière (scenario), Le marin, l'actrice et la Croisière jaune, tome 1 : Un nouveau départ, éd. Soleil, coll. Quadrants Boussole, 48 p..
25. Benoît Preteseille, L'Art et le sang, éd. Cornelius.
26. Aapo Rapi, Meti, éd. Rackham.
27. José Robledo et Marcial Toledano (espagnols), Ken Games, tome 3 : Ciseaux, éd. Dargaud. Une institutrice tueuse en série.
28. Grzegorz Rosiński et Yves Sente (scénario), Thorgal, T.32. La Bataille d'Asgard, éd. Le Lombard.
29. Juan Jose Ryp, GladyS & Monique, éd. Tabou, 48 p.. BD érotique.
30. Joe Sacco (Américain), Gaza 1956 - En marge de l'histoire, éd. Futuropolis.
31. Mathieu Sapin, Feuille de chou (journal d'un tournage), éd. Delcourt, 370 p.. Le making-off illustré du film Serge Gainsbourg (vie héroïque).
32. Jean-Jacques Sempé, Face à face, éd. Denoël (réédition de 1974).
33. James Sturm, Le Jour du marché, éd. Delcourt.
34. Jacques Tardi, François Guérif (préface), Jean-Patrick Manchette (roman), La Position du tireur couché, éd. Futuropolis, 104 p..
35. Fabrice Tarrin, Charlotte Gainsbourg mon amour, éd. Delcourt, 128 p..
36. Jacques Terpant, Le Pont de Sépharée (série des Sept Cavaliers, T.3), éd. Delcourt.
37. Yana Toboso, Black Butler, éd. Kana. Manga.
38. Jean Van Hamme et Philippe Aymond (scénario), Lady S., T.6 : Salade portugaise, éd. Dupuis, 48 p..
39. Giulio De Vita et Yves Sente (scénario), Les Mondes de Thorgal, Kriss de Valnor, T.1. Je n'oublie rien !, éd. Le Lombard.
40. Bastien Vivès et Merwan Chabane, Pour l'empire, T2 : Les Femmes, éd. Dargaud.
41. Voutch, Les Mystérieuses alchimies de l'Amour, éd. Le Cherche Midi.
42. Bernard Vrancken et Stephen Desberg (scénario), I.R.$, T.12 : Au nom du président, éd. du Lombard, coll. Troisième vague, 48 p..
43. Zep, Happy Rock, éd. Delcourt.

### Biographies, souvenirs et récits
1. Eduardo Arroyo, Minutes d'un testament, traduit par Fabienne di Rocco, éd. Grasset, 412 p..
2. Louis-Paul Astraud, Gustave Flaubert, un vieux garçon, éd. Au Diable Vauvert, coll. « à 20 ans », 160 p..
3. Marie-Christine Barrault, Ce long chemin pour arriver jusqu'à toi, XO Éditions.
4. Jean-Luc Barré, Les Derniers Combats de Mauriac (tome 2, 1940-1970), éd. Fayard, 525 p..
5. Daniel-Sidney Bechet, Sidney Bechet, mon père, éd. Alphée, 230 p..
6. Íngrid Betancourt, Même le silence a une fin, éd. Gallimard. 700 p..
7. Marie Billetdoux, C'est encore moi qui vous écris (1968-2008), éd. Stock, 1.482 p.. La vie d'une femme sans complaisance.
8. Évelyne Bloch-Dano, Le Dernier Amour de George Sand, éd. Grasset.
9. Dominique Bona, Clara Malraux, éd. Grasset, 480 p..
10. Laurent Bouzereau, Hitchcock, pièces à conviction, éd. de la Martinière.
11. Mick Brown (Américain), Phil Spector, le mur du son, traduit par Nicolas Richard, éd. Sonatine, 756 p..
12. Jean-Laurent Cochet, Sacha Guitry, éd. Oxus.
13. Gilbert Collard (avocat), interviewé par le journaliste Christian-Louis Eclimont, Avocat de l'impossible, éd. Hors Collection, 330 p..
14. Boris Cyrulnik (psychiatre), Je me souviens…, éd. Odile Jacob Poches.
15. Alain Decaux, Dictionnaire amoureux de Alexandre Dumas, dessins d'Alain Bouldouyr, éd. Plon, 660 p..
16. Jean-Pierre Dutilleux, Jacques Chirac (préface), Raoni — mémoires d'un chef indien, éd. du Rocher.
17. Cécilia Dutter, Etty Hillesum, une voix dans la nuit, éd. CNRS, 560 p.. Une juive sous l'occupation nazi des Pays-Bas.
18. Michèle Fitoussi, Helena Rubinstein, la femme qui inventa la beauté, éd. Grasset.
19. Antonia Fraser (anglaise), Vous partez déjà ? Ma vie avec Harold Pinter, traduit par Anne-Marie Hussein, éd. Baker Street, 416 p.. L'histoire d'une passion.
20. Florence Giorgetti, Do you love me ?, éd. Sabine Wespieser.
21. Yasmine Ghata, Muettes, éd. Fayard, 116 p.. Par la fille de la poétesse Vénus Khoury-Ghata.
22. Elizabeth Gouslan, Jean-Paul Gauthier, punk sentimental, éd. Grasset, 320 p..
23. Jean Guilaine, Un désir d'histoire. L'enfance d'un archéologue, éd. Garae Hésiode, 274 p..
24. Emmanuelle Guilcher, Signoret, une vie, éd. Michel Lafon.
25. Barbara Hendricks, Ma voie, mémoires, éd. Les Arènes, 496 p.. Autobiographie.
26. Natascha Kampusch, 3 096 jours, éd. Jean-Claude Lattès.
27. Edward Moore Kennedy (américain), Mémoires, éd. Albin Michel. Sur la saga des Kennedy.
28. Micheline Lachance, Le frère André : l'histoire de l'obscur portier qui allait accomplir des miracles, éditions de l'Homme.
29. Michel Leydier, Jacques Dutronc, la bio, éd. éd. Le Seuil, 342 p.. Réactualisation de l'édition de 2004.
30. Bernard Lonjon, J'aurais pu virer malhonnête. La jeunesse tumultueuse de Georges Brassens, éd. du Moment, 288 p..
31. Jean-Pascal Mahieu, Marcel Proust, le temps de la recherche, éd. Au Diable Vauvert, coll. « à 20 ans », 160 p..
32. Nestor Makhno, Mémoires et écrits, 1917-1932, Éditions Ivrea.
33. Joyce Maynard (Américaine), Et devant moi, le monde, traduit par Pascale Haas, éd. Philippe Rey.
34. Jean-Pierre Marielle, Le Grand N'importe quoi, autobiographie, éd. Calmann-Lévy.
35. Marilyn Monroe, Fragments, poèmes, écrits intimes, lettres, traduit par Tiphaine Samoyault, éd. Le Seuil.
36. Fernando Morais, Paulo Coelho. Le magicien de lumière, éd. J'ai Lu, 750 p.. Une hagiographie plus qu'une biographie.
37. Claudine Plas-Arbon, Boris Vian, j'avais 20 ans en 1940, éd. Au Diable Vauvert, coll. « à 20 ans », 160 p..
38. Yves Quéré, Doubles Croches, éd. Le Pommier.
39. Anne-Marie Revol, Nos étoiles ont filé, éd. Stock.
40. Nicolas Rey, Un léger passage à vide, éd. Au Diable Vauvert, 182 p.. Sortir de ses addictions.
41. Keith Richards (Anglais), Life, traduit par Bernard Cohen et Abraham Karachel, éd. Robert Laffont, 664 p..
42. Laurent Seksik, Les derniers jours de Stefan Zweig, éd. Flammarion, 188 p..
43. Nadine Satiat, Gertrude Stein, éd. Flammarion, 1 288 p..
44. Gonzague Saint-Bris, Alfred de Musset, éd. Grasset.
45. Patti Smith (Anglaise), Just Kids, traduit par Héloïse Esquié, éd. Denoël.
46. Sofia Tolstoï (Russe), Vitali Remizov (préface), Luba Jurgenson (préface) : Ma vie, traduit par Maria-Louisa Bonaque, éd. des Syrtes, 1060 p..
47. Alain Vircondelet, Albert Camus, fils d'Alger, éd. Fayard, 386 p..
48. Jessica Watson (Australienne), La Jeune Fille et la mer, éd. Florence Massot. Récit du tour du monde d'une jeune Australienne de 16 ans.
49. Francis Weber, Que ça reste entre nous, éd. Robert Laffont.
50. Régine Zylberberg, À toi Lionel, mon fils..., éd. Flammarion, 312 p..

### Essais
1. Isabelle Berrebi-Hoffmann (direction), François Sarfati et Olivia Foli, Politiques de l'intime, éd. La Découverte.
2. Pascal Bruckner, Le Mariage d'amour a-t-il échoué ?, éd. Grasset.
3. Claude Chevreuil, Un coin de table, éd. de Fallois.
4. Yves Clot, Le Travail à cœur, éd. La Découverte.
5. Maxime Cohen, Éloge immodéré des femmes, éd. Grasset.
6. Antonio Damasio (neurologue), L'Autre moi-même, éd. Odile Jacob. Comment le cerveau fabrique la conscience.
7. Thérèse Delpech, L'Appel de l'ombre. Puissance de l'irrationnel, éd. Grasset.
8. Dan Franck, Minuit, éd. Grasset.
9. Jean-Claude Guillebaud, La Vie vivante : Contre les nouveaux pudibonds, éd. Points, 484 p..
10. Ariel Kyrou, Google God : Big Brother n'existe pas, il est partout, éd. Inculte, coll. Temps réel, 288 p..
11. Antonine Maillet, Fais confiance à la mer, elle te portera, éd. Leméac.
12. Michela Marzano (italienne), Le Contrat de défiance, éd. Grasset.
13. Marie-Paule Nougaret, La Cité des plantes, en ville au temps des pollutions, éd. Actes Sud.
14. Jean-Pierre Thiollet, Bodream ou rêve de Bodrum, éd. Anagramme.
15. Mathieu Terence, Présence d'esprit, éd. Stock.

#### Architecture et design

##### Architecture
1. Collectif : L'Architecture moderne, éd. Taschen, 592 p.. Encyclopédique.
2. Collectif : AAD. Art Architecture Design, tomes "Berlin", "Vienne", "New York", éd. teNeues.
3. Collectif : Architecture et développement durable : Un gigantesque défi, éd. Archibooks.
4. Arnt Cobbers et Oliver Jahn, Préfab House, éd. Taschen, 388 p.. Les maisons préfabriquées des années 1980.
5. Alessandro Rocca, Architecture low cost, low tech : inventions et stratégies, éd. Actes Sud, 224 p..
6. Éric Touchalumeau et Gérald Moreau, Le Corbusier, Pierre Jeanneret. L'aventure indienne, éd. Gourcuff-Gradenigo, 600 p..

##### Design
1. Collectif : Meubles modernes, 150 ans de design, éd. N.F. Ullmann, 703 p.. La bible du design.
2. Emily Evans Eerdmans, Madeleine Castaing, éd. du Regard, 272 p.. La grande dame de la décoration d'intérieur.
3. Élisabeth Lebovici, Martin Szekely, éd. JRP/Ringier, 252 p.. Le designer de la simplicité, du dépouillement et de l'unité.

#### Culture

##### Beaux-Arts
1. Pierre-Paul Puljiz et Jean-Pierre Vecchiet, Warhol, Vies multiples, éd. CNRS.

##### Cinéma et télévision
1. Olivier Barrot, Ciné-Club, éd. Flammarion. Le générique complet des stars du cinéma d'avant-guerre.
2. Philippe Durant, Les Éléphants : Blier, Carmet, Marielle, Rochefort et les autres, éd. Sonatine, 250 p..
3. Gabriel Matzneff, La Séquence de l'énergumène, éd. Léo Scheer, 339 p..

##### Musique
1. Jean-Pierre Bouyxou (textes), Guillaume Clavières et Marc Brincourt (direction), Ces années-là, soixante ans dans l'intimité des stars de la chanson française, éd. Glénat / Paris Match.
2. Sam Bernett, Rock'n'Roll Circus, éd du Rocher.
3. Philippe Manœuvre, Rock français, éd. Hoëbeke. L'histoire du rock français.
4. Patrick Niedo, Histoires de comédies musicales, éd. Ipenema.
5. Jean-Michel Oullion, Pink Floyd, magiciens, alchimistes et milliardaires, éd. Scrineo.
6. Clyde Wright et Philippe Legrand, Oh Happy Days, la saga du Golden Gate Quartet, éd. Flammarion.

#### Économie
1. Jacques Attali, Tous ruinés dans dix ans ? Dette publique : la dernière chance, éd. Fayard, 240 p..
2. Florence Bergeaud-Blackler, Comprendre le halal, éd. Edipro[1]
3. Sébastien Chauvin, Les Agences de la précarité : journaliers à Chicago, éd. Le Seuil.
4. Jean-Marie Chevalier, Michel Derdevet, Patrice Geoffron, L'Avenir énergétique : cartes sur table, éd. Gallimard, 210 p..
5. Dany-Robert Dufour (philosophe) :  « La fin du grand récit libéral » in Regards sur la crise. Réflexions pour comprendre la crise… et en sortir, ouvrage collectif dirigé par Antoine Mercier avec Alain Badiou, Miguel Benasayag, Rémi Brague, Alain Finkielkraut, Élisabeth de Fontenay…, Paris, Éditions Hermann, 2010.
6. François Sauteron, La Chute de l'empire Kodak, éd. L'Harmattan[2].

#### Éducation
1. Jacqueline Bonifay, Annette Coulom et Evelyne Ridnik, Ados accros. Parents à cran, éd. L'Archipel, 240 p..
2. Huguette Caglar, Les familles monoparentales. Matricentriques et patricentriques, hétéro et homosexuelles, éd. L'Harmattan, 301 p..
3. Antoine Chataignon, Scouts marins, parés, éd. L'Harmattan, 262 p..
4. Madeleine Deny, Parent seul, mode d'emploi. Surmonter les difficultés au quotidien, éd. Fernand Nathan, coll. Les Petits guides parents.
5. Sonia Feertchak et Catel Muller, La Nouvelle encyclo des filles 2011, éd. Plon.
6. Peter Gumbel (Américain), On achève bien les écoliers, éd. Grasset.
7. Monique de Kermadec, Pour que mon enfant réussisse - Le soutenir et l'accompagner, éd. Albin Michel.
8. Jean-Claude Richoz, Gestion de classes et d'élèves difficiles, éd. Favre / HEP, 447 p..
9. Jeanne Siaud-Facchin et Nathalie Szapiro-Manoukian, Génération ado le dico. De A comme amour à W comme Wi-Fi !, éd. Bayard.

#### Histoire
1. Neal Bascomb (anglais), La Traque d'Eichmann, traduit par Patrick Hersant, éd. Perrin, 368 p..
2. Stéphane Bern, Secrets d'histoire, éd. Albin Michel. 35 énigmes résolues.
3. Vincent Brousse, Les Grandes Affaires Criminelles Politiques, éd. De Borée.
4. Jean-Christophe Buisson, Le Roman de Belgrade, éd. Le Rocher, 257 p..
5. Xavier Christophe, Une histoire de Paris par ceux qui l'ont fait, éd. Flammarion.
6. Jean-Louis Courtois, Michel Lejeune, Les CRS en Algérie, éd. Marines, 415 p..
7. Xavier Darcos, Dictionnaire amoureux de la Rome antique, éd. Plon, 764 p[3].
8. Roger Dion, Histoire de la vigne et du vin, éd. du CNRS.
9. Christophe Dutrône, Mai Juin 1940, éd. Le Toucan.
10. Marcela Ferraru, La Révolution rounaine, éd. L'Esprit du livre, 111 p.. La révolution de 1989.
11. Claude Gauvard, La France du Moyen Âge, du Ve au XVe siècle, éd. Presses universitaires de France, 570 p..
12. Sylvain Gouguenheim, La Réforme grégorienne, éd. Temps présent, 262 p..
13. Colette Gouvion et Khadiga Aglan, Braguettes, une histoire de mœurs et du vêtement, éd. du Rouergue.
14. Frédéric Gugelot, La Conversion des intellectuels au catholicisme en France (1885-1935), éd. CNRS, 560 p..
15. Sylvie Joye, Europe barbare (476-714), éd. Armand Colin, coll. Cursus.
16. Nelly Labère et Bénédicte Sère, Les 100 Mots du Moyen Âge, éd. PUF, « Que sais-je ? », 126 p..
17. Jacques Le Goff, Le Moyen Âge et l'argent, Librairie Académique Perrin, 244 p..
18. Denis Lefebvre, Les Secrets de l'expédition de Suez, Librairie Académique Perrin.
19. Hubert Léonard, Chasseurs russes et soviétiques. 1915-1950, éd. E-T-A-I, 464 p., 700 photos. Avions de chasse.
20. Edward Luttwak, La Grande Stratégie de l'Empire byzantin, éd. Odile Jacobs, 512 p..
21. François Malye et Benjamin Stora, François Mitterrand et la guerre d'Algérie éd. Calmann-Lévy, 303 p..
22. Pierre Milza, Les Derniers jours de Mussolini, éd. Fayard, 350 p.. Une recherche sur les vérités autour de la mort du Duce.
23. Georges Minois, Charlemagne, Librairie Académique Perrin, 715 p..
24. Nancy Mitford (Anglaise, 1904-1973), Madame de Pompadour, éd. Texto.
25. Henri Pigaillem, Dictionnaire des favorites, éd. Pygmalion.
26. Graham Robb, Une histoire de Paris par ceux qui l'ont faite, éd. Flammarion, 552 p.. Une flânerie dans Paris.
27. Rebecca Rogers et Françoise Thébaud, La Fabrique des filles, éd. Textuel. De 1870 à 1970, l'émancipation des femmes.
28. Jacqueline de Romilly, La Grandeur de l'homme au siècle de Périclès, éd. de Fallois.
29. Guillaume de Thieulloy, Le pape et le roi : Anagni, éd. NRF / Gallimard, 272 p..
30. collectif : Anne-Hélène Allirot (direction), Murielle Gaude-Ferragu (direction), Gilles Lecuppre (direction), Élodie Lequain (direction), Martin Aurell, Colette Beaune (préface), Monique Cottret, Isabelle Heullant-Donat, Didier Le Fur, Une histoire pour un royaume (XIIe – XVe siècle), Librairie Académique Perrin, 588 p..
31. collectif :  Julie Claustre (direction), Olivier Matteoni (direction), Nicolas Offenstadt (direction), Olivier Guyotjeannin, Régine Le Jan, Christophe Picard, Laurent Feller, Jacques Verger, Michel Parisse, Un Moyen Âge pour aujourd'hui - Pouvoir d'État, opinion publique, justice. Mélanges offerts à Claude Gauvard, éd. Presses universitaires de France, 624 p.
32. Michel Goya, Res militaris : De l'emploi des forces armées au XXIe siècle, Paris, Economica, coll. « Stratégies & doctrines », 2010, 263 p. (ISBN 978-2-7178-5833-4)

#### Littérature
1. Marie Billetdoux, C'est encore moi qui vous écris, éd. Stock, 1.481 p.. Son journal.
2. Yves Bonnefoy, Genève, 1993, et Pensées d'étoffe ou d'argile aux Carnets de l'Herne (23 avril) ; La communauté des critiques, PU Strasbourg (26 avril) ; L'Inachevable - Entretiens sur la poésie 1990-2010, Albin Michel (1er septembre) ; Le Lieu d'herbes (9 septembre) ; Le siècle où la parole a été victime, Mercure de France, (28 octobre).
3. Jean-Marie Cassagne, Le Grand dictionnaire de l'argot militaire, éd. LBM, 459 p.. 3.500 expressions militaires.
4. Joseph Czapski (Polonais, 1896-1993), Proust contre la déchéance : conférences au camp de Griazowietz, éd. Noir sur Blanc.
5. Charles Dantzig, Pourquoi lire !, éd. Grasset.
6. Marie Darrieussecq, Rapport de police : Accusations de plagiat et autres modes de surveillance de la fiction, éd. P.O.L, 320 p.. L'autofiction en littérature, au sujet de sa polémique avec Camille Laurens.
7. Claude Duneton (préface), Chère école de notre enfance, éd. Presses de la Cité, 1.799 p.. Textes d'auteurs, photos et illustrations.
8. Michel Le Bris, Dictionnaire amoureux des explorateurs, éd. Plon, 1 024 p..
9. Alain Marc, Bernard Noël, le Monde à vif, éd. Le Temps des cerises.
10. Fernando Morais, Le Magicien de lumière, éd. J'ai Lu, 750 p.. Une biographie hagiographique de Paulo Coelho.
11. Olivier Poivre d'Arvor et Patrick Poivre d'Arvor, Mon cher éditeur, Collection Mots pour mots, éd. Points. Recueil dédié aux rapports entre écrivains et éditeurs.
12. Patrick Poivre d'Arvor, Un mot de vous, mon amour, éd. Le Cherche midi. Anthologie des plus belles lettres d'amour.
13. Jean-Jacques Schuhl, Entrée des fantômes, éd. Gallimard. Journal intime sur ses ressorts de la création littéraire.
14. Mathieu Terence, Présence d'esprit, éd. Stock, 226 p.. "Lire, c'est vivre au moins deux fois, et déjà écrire un peu"
15. Alexandre Vialatte (1901-1971), Critique littéraire. Le talent est toujours d'actualité, éd. Arléa, 243 p..
16. Alexandre Vialatte (1901-1971), François Taillandier (préface), François Béal (préface), Pierre Vialatte (préface) Mon Kafka, éd. Les Belles Lettres, coll. Le Goût des idées, 186 p..
17. Monique Wittig, Le Chantier littéraire, Presses universitaires de Lyon.

#### Philosophie et religions
1. sous la direction de Pierre Bréchon et Olivier Galland, L'Individualisation des valeurs, éd. Armand Collin.
2. Yves Citton (universitaire), L'Avenir des humanités, éd. La Découverte.
3. Sabatina James (Pakistanaise), Mourir pour vivre à nouveau, éd. Le Cherche Midi. L'émancipation d'une Pakistanaise devenue chrétienne et désormais condamnée à mort par les islamistes.
4. Alexandre Jollien, Philosophe nu, éd. Le Seuil.
5. Jean-Marc Mandosio, Longévité d'une imposture : Michel Foucault, Éditions de l'Encyclopédie des Nuisances.
6. Vincent Peillon, Une religion pour la République. La Foi laïque de Ferdinand Buisson, éd. Le Seuil, 285 p..
7. Ollivier Pourriol (philosophe), Éloge du mauvais geste, éd. Nil, 122 p.. Pourquoi le "mauvais geste" en football ?
8. Hartmut Rosa (sociologue et philosophe allemand), Accélération : Une critique sociale du temps, traduit par Didier Renault, éd. La Découverte, coll. Théorie critique, 474 p..
9. Kilien Stengel,Le petit dictionnaire énervé de la gastronomie[4], Éditions de l'opportun, 128 p.

#### Politique
1. Élisabeth Badinter, Le Conflit, la femme et la mère, éd. Flammarion. La liberté des femmes face à la maternité et l'allaitement.
2. Luc Bronner, La Loi du ghetto, éd. Calmann-Lévy.
3. Gérard Chaliand et Jean-Pierre Rageau, Géopolitique des empires, éd. Arthaud.
4. José Ortega y Gasset (Espagnol), José-Luis Goyena (préface), La Révolte des masses (1929, réédition), traduit par Louis Parrot et Delphine Valentin, éd. Les Belles Lettres.
5. Mathieu Guidère (universitaire), Les Nouveaux terroristes, éd. Autrement.
6. Ali Laïdi, Les États en guerre économique, éd. Le Seuil,
7. Taslima Nasreen (Bangladaise) et Caroline Fourest, Libres de le dire, éd. Flammarion Lettres.
8. Jean-Michel Oughourlian (neuropsychiatre), Psychopolitique, éd. François-Xavier de Guibert, 170 p.. L'impact de la psychologie profonde des gouvernants sur la politique mondiale.
9. Paul-François Paoli, La tyrannie de la faiblesse : La féminisation du monde ou l'éclipse du guerrier, éd. François Bourin.
10. Pierre-Joseph Proudhon, Mikhaïl Bakounine (russe), Pierre Kropotkine (russe), La Révolution Libertaire. Le grand combat de la liberté. Textes choisis et présentés par Philippe Paraire et Michael Paraire, éd. Épervier, 256 p..
11. Pierre-François Souyri (universitaire), Nouvelle Histoire du Japon, éd. Perrin.
12. Gustav Temple et Vic Darkwood, Le Manifeste Chap, traduit par Anne Maizeret, éd. des Équateurs. Les anarcho-dandys anglais.
13. Tzvetan Todorov (Bulgare), Le Siècle des totalitarismes, éd. Robert Laffont, coll. Bouquins, 928 p.. Regroupement de ses textes essentiels : Face à l'extrême (1991), Une tragédie française (1994), L'Homme dépaysé (1996, extraits) et Mémoire du mal, tentation du bien (2000).
14. Zaki Laïdi, La Norme sans la force. L'énigme de la puissance européenne, éd. Presses de Sciences Po.

#### Politique en France
1. Paul Ariès et Florence Leray, Cohn-Bendit, l'imposture, éd. Max Milo.
2. Patrick Besson, Au point. Journal d'un Français sous l'empire de la pensée unique, éd. Fayard, 953 p..
3. Isabelle Clarke et Daniel Costelle, La Blessure. La tragédie des harkis, éd. Acropole, 248 p..
4. Marie-France Garaud, Impostures politiques, éd. Plon.
5. Christophe Guilluy, Fractures françaises, éd. Bourin.
6. Philippe d'Iribarne, Les immigrés de la République : Impasses du multiculturalisme, éd. Le Seuil.
7. Anne Muxel, Avoir 20 ans en politique, éd. Le Seuil.
8. René Riesel, Surveiller et guérir (les moutons) ; l'administration du désastre en action : une étude de cas, Éditions de l'Encyclopédie des Nuisances.
9. Louis-Bernard Robitaille, Ces impossibles Français, éd. Denoël Folio, 384 p..
10. Pierre Siramy (pseudonyme) et Laurent Léger (journaliste), 25 ans dans les services secrets, éd. Flammarion, 341 p..
11. Romain Zschunke, La Légalisation contrôlée du cannabis, éd. Édilivre.

#### Santé
1. Philippe Even, La Recherche biomédicale en danger, éd. Le Cherche Midi.
2. Julia Ross, Libérez-vous des fingales, éd. Thierry Souccar.

#### Environnement
1. Arnaud Michon, Le Sens du vent. Notes sur la nucléarisation de la France au temps des illusions renouvelables, Éditions de l'Encyclopédie des Nuisances.

#### Sexualité
1. Association européenne de la pornographie pour les femmes, photos de Susan Anderson, Le Porno pour les femmes, éd. Leduc S., 96 p..
2. Gérard Leleu (médecin sexologue), L'Art de la fellation - L'art du cunnilingus, éd. Leduc, coll. Couple poche, 256 p..
3. Erika Lust, X : Porno pour elles, éd. Eyrolles, coll. Femmes fatales, 197 p. + 1 DVD.

#### Société / sociologie
1. Florence Aubenas, Le Quai de Ouistreham, éd. de L'Olivier. Une plongée dans le vécu des travailleurs pauvres.
2. Thierry Ardisson, Joseph Vebret et Cyril Drouhet, Dictionnaire des provocateurs, éd. Plon, 572 p..
3. Vincent Cespedes (philosophe), L'Homme expliqué aux femmes, éd. Flammarion, 240 p..
4. Thierry Coudert, Café Society, éd. Flammarion. Les peoples des années 1920 à 60.
5. Patrice Flichy, Le sacre de l'amateur. Sociologie des passions ordinaires à l'ère numérique, éd. Le Seuil, coll. La République des idées, 94 p.. L'ordinateur combiné avec internet favoriserait l'avènement d'un expert autodidacte.
6. Michel Hautefeuille et Dan Véléa (psychiatres), Les Addictions à Internet. De l'ennui à la dépendance, éd. Payot, 208 p..
7. Serge Hefez, Scènes de la vie conjugale, éd. Fayard, 224 p..
8. Jean-Louis Rocca (universitaire), Une sociologie de la Chine.
9. Michel Goya, L'Afghanistan, Edit. Tallandier, Coll. Contemporaine, octobre 2010, Paris,  (ISBN 9782847346664).

### Livres d'art
1. José Alvarez, Laurent Noël et Nadine Coleno, Histoires de l'Art Déco, éd. du Regard, 455 p..
2. Pascal Bonafoux, Monet, peintre de l'eau, éd. du Chêne.
3. Yves Bonnefoy, La Beauté dès le premier jour, éd. William Blake & Co.
4. Michel Charzat, La Jeune Peinture française. 1910-1940 une époque, un art de vivre, éd. Hazan.
5. Alastair Duncan, L'Art déco : Encyclopédie des arts décoratifs des années vingt et trente, traduit par Hélène Tronc, éd. Citadelles et Mazenod, 543 p..
6. Peter Galassi, Henri Cartier-Bresson, un siècle moderne, éd. Hazan. Catalogue de l'exposition du MoMa avec 300 photos.
7. Antoine Guillopé, Pleine Lune, éd. Gautier-Languereau.
8. sous la direction de Terry Jones, I-D covers 1980-2010, éd. Taschen, en anglais.
9. Christian Larit (photographies), préface de Philippe Labro, Glaces éternelles et éphémères, éd. Ulmer.
10. Michel Pastoureau, Couleurs, éd. du Chêne (350 photos).
11. Philippe Plagnieux, L'Art du Moyen Âge en France, éd. Citadelles et Mazenod, 620 p..
12. Claude Quétel, Images de la Folie, éd. Gallimard.
13. Ethel Seno et Carlo McCormick, Trespass, éd. Taschen. L'art du graffiti depuis 4 générations.
14. Neil Stratford, Hartmut Atsma, Françoise Bercé, Quitterie Cazes et collectif : Cluny 910-2010 : Onze siècles de rayonnement, Éditions du Patrimoine Centre des monuments nationaux, 487 p..
15. Laure Verchère et Laziz Hamani, Antiquaires. Le marché au puces de Paris, éd. Assouline.
16. Bibliothèque nationale de France : Primitifs de la photographie. Le Calotype en France (1843-1860) (Catalogue exposition), éd. Gallimard.

### Nouvelles
1. Jean-François Coulomb, Vendanges tardives, éd. L'Éditeur. 14 nouvelles.
2. Michèle Halberstadt, Un écart de conduite, éd. Albin Michel. L'inconscience de la jeunesse.
3. Jim Harrison (américain), Les Jeux de la nuit, traduit par Brice Matthieussent, éd. Flammarion. 3 nouvelles du Montana.
4. Kazuo Ishiguro (britannique-japonais), Cinq nouvelles de musique au crépuscule, traduit par Anne Rabinovitch, éd. des Deux Terres, 250 pages.
5. Claire Keegan (irlandaise), L'Antarctique, traduit par Jacqueline Odin, éd. Sabine Wespieser.
6. Valerie Martin (américaine), Période bleue, traduit par Françoise du Sorbier, éd. Albin Michel, 260 p.. 6 nouvelles dramatiques.
7. Joyce Carol Oates (américaine), ''Vallée de la mort, traduit par Claude Seban, éd. Philippe Rey, 570 p..
8. Albert Vidalie, L'Aimable-Julie, Monsieur Charlot et consorts, éd. Le Dilettante. Nouvelles de l'Après-guerre.

### Poésie
1. Yves Bonnefoy, Raturer outre, Éditions Galilée, « coll. Lignes fictives » (paru le 9 septembre).
2. Joan Brossa, poète catalan: Poèmes civils (trad. par Thierry Defize).
3. Matthieu Gosztola, Un seul coup d'aile dans le bleu, fugue et variations, éditions de l'Atlantique.
4. Philippe Jaccottet, Le Combat inégal, La Dogana, (22 mai).
5. Roger Lewinter, d'inflexion, pénétrant, Éditions Ivrea.
6. Dorothy Parker (1893-1967), Hymnes à la haine (réédition), éd. Phébus.
7. Sigolène Prébois, Version Live, éd. P.O.L, 224 p.. Dessins de l'auteur.
8. Richard Taillefer, Jusqu’à ce que tout s’efface, éd. Dédicaces.
9. Yéghiché Tcharents, (hy + fr)  Եղիշե Չարենցի, Դանթեական առասպել (1915-1916)/Légende dantesque (1915-1916), présentation, traduction de l'arménien, postface et notes de Serge Venturini avec l'aide d'Élisabeth Mouradian, Éditions L'Harmattan, coll. « Lettres arméniennes », no 2, Paris, (paru le 10 décembre).
10. Serge Venturini, Éclats d’une poétique du devenir, Journal du transvisible (2007-2009) (Livre IV), Éditions L'Harmattan,  coll. « Poètes des cinq continents », (paru le 23 février).

### Publications
1. Collectif : 1.000 affiches de 1890 à nos jours, éd. Hazan, 567 p..
2. Pippo Delbono, Regards, traduit par Myriam Tanant, éd. Actes Sud, 157 p..
3. Tim Flash (anglais), Quels chiens !, éd. de la Martinière. Portraits photos de chiens et humour anglais.
4. Nathalie Genet-Rouffiac (direction), Des prisonniers de guerre aux personnes capturées, éd. Service historique de la Défense, 184 p..
5. Antoine Guillopé, Pleine Lune, éd. Gautier-Languereau.
6. Rémy Josseaume (avocat), Jean-Baptiste le Dall (avocat), Contentieux de la circulation routière, éd. Lamy.
7. Dany Laferrière, Tout bouge autour de moi, éd. Grasset.
8. Geneviève Lafosse-Dauvergne et Anne-Marie Périer-Sardou (préface), Les Années Mlle Âge Tendre, éd. du Layeur.
9. Marc Lambron, Théorie du chiffon, éd. Grasset, 162 p.. Entretien imaginaire avec un grand créateur de mode.
10. Olivier Magny, Dessine-moi un Parisien, éd. 10/18.
11. Philippe Noisette, Danse contemporaine, mode d'emploi, éd. Flammarion, 254 p..
12. Véronique Pellissier, Le Livre de mon jardin naturel, éd. Fleurus.
13. André Perlstein (photos) et Denis Jeambar (textes), Chronique des années 1970, éd. Le Seuil.
14. Denis Podalydès et Raphaël Gaillarde (photos), Étranges animaux. Simul et singulis, éd. Actes Sud. Une réflexion sur le théâtre.
15. Richard Reynolds, La Guérilla jardinière, éd. Yves Michel, 274 p..
16. Coline Serreau, Solutions locales pour un désordre global, éd. Actes Sud.
17. Paul Terrel, Nicolas Hulot (préface), Cuir ! Poil ! Plume !, éd. Milan. 750 photos sur les comportements des animaux.
18. Année de l'automobile 2010/11, éd. ETAI.

#### Cuisine et gastronomie
1. Julie Andrew, Julie cuisine le monde, éd. Alain Ducasse.
2. François Cérésa, Le Petit Roman de la gastronomie, éd. du Rocher.
3. Kilien Stengel, Le nouveau petit quiz du vin - 2e édition, Éditions Dunod, 224 p..

#### Lieux et voyages
1. Edward Abbey (Américain), Doug Peacock (préface), Désert solitaire, traduit par Jacques Mailhos, éd. Gallmeister. Réécriture de l'édition de 1968.
2. Pierre Bonte, La France que j'aime, éd. Albin Michel, 252 p..
3. Fabienne Casta-Rosaz (texte) et Philippe Abergel (photos), L'Élysée, éd. Le Cherche midi. la vie quotidienne du palais.
4. Reuel Golden (textes), New York. Portrait d'une ville, éd. Taschen, 560 p..
5. Douglas Kennedy (américain), Au-delà des pyramides, traduit par Bernard Cohen, éd. Belfond.
6. Alix de Saint-André, En avant, route !, éd. Gallimard. Un chemin initiatique sur le chemin de Saint-Jacques de Compostelle.
7. Alain Sèbe, Le Sahara des Tassilis, éd. La Martinière. Les Tassilis des Touaregs.
8. Colin Thubron (journaliste anglais), En Sibérie, traduit par Katia Holmes, éd. Hoëbeke, coll. Étonnants voyageurs, 388 p.. Prix Nicolas Bouvier 2010.
9. Laure Verchère (textes) et Laziz Hamani (photographies), Antiquaires, le marché aux puces de Paris, éd. Assouline, 208 p..

#### Récits
1. Laurent Briot, La France des faits-divers, éd. Flammarion, 348 p..
2. Geneviève Brisac, Une année avec mon père, éd. de L'Olivier, 178 p..
3. Daniel Cerdan, Dans les coulisses du GIGN, éd. Calmann-Lévy.
4. Elizabeth Gilbert (Américaine), Mes alliances : Histoires d'amour et de mariages, éd. Calmann-Lévy.
5. Régis Jauffret, Sévère. Sur l'affaire du banquier Stern.
6. Makenzy Orcel (Haïtien), Les Immortelles, éd. Mémoire d'encrier, 144 p.. Que sont devenues les prostituées de Port-au-Prince ?
7. Olivier Poivre d'Arvor et Patrick Poivre d'Arvor, À la vie, à la mort, Collection Mots pour mots, éd. Points. Recueil dédié aux amitiés célèbres.
8. Olivier Poivre d'Arvor et Patrick Poivre d'Arvor, Jusqu'au bout de leurs rêves, éd. Place des Victoires. Les aventuriers.

### Romans

#### Auteurs francophones
1. Éliette Abécassis, Une affaire conjugale, éd. Albin Michel.
2. Jacques Abeille, Les Jardins statuaires, éd. Attila.
3. Olivier Adam, Le Cœur régulier, éd de L'Olivier.
4. Olivier Adam, Des vents contraires, éd. Points, 282 p..
5. Carl Aderhold, Les poissons ne connaissent pas l'adultère, éd. Jean-Claude Lattès, 320 p..
6. Isabelle Alonso, Maman, éd. Héloïse d'Ormesson
7. Claude Arnaud, Qu'as-tu fait de tes frères, éd. Grasset.
8. Saphia Azzeddine, La Mecque-Phuket, éd. Léo Scheer.
9. Pierric Bailly, Michael Jackson, éd. P.O.L
10. Dominique Barbéris, Beau Rivage, éd. Gallimard.
11. Virginia Bart, L'Homme qui m'a donné la vie (premier roman), éd. Buchet Chastel, 180 p..
12. Thierry Beinstingel, Retour aux mots sauvages, éd. Fayard
13. Anne Berest, La Fille de son père (premier roman), éd. Le Seuil
14. Stéphane Bern, Oubliez-moi, éd. Flammarion
15. Delphine Bertholon, L'Effet Larsen, éd. Jean-Claude Lattès.
16. Laurent Binet, HHhH, éd. Grasset – Prix Goncourt du premier roman
17. Janine Boissard, Sois un homme, papa, éd. Fayard
18. Hugo Boris, Je n'ai pas dansé depuis longtemps, éd. Belfond.
19. Robert Bober, On ne peut plus dormir tranquille quand on a une fois ouvert les yeux, éd. P.O.L
20. Bernard Du Boucheron, Salaam la France, éd. Gallimard
21. Chochana Boukhobza (israélo-tunisienne), Le Troisième jour, éd. Denoël
22. Natacha Boussaa, Il vous faudra nous tuer (premier roman), éd. Denoël
23. Gaël Brunet, Tous les trois (premier roman), éd. du Rouergue.
24. Anne-Marie Carrière, Un rêve en plus, éd. de Fallois.
25. Sophie Chauveau, Diderot, le génie débraillé, tome 2 : Les années bohème 1728-1749. Suivi du Neveu de Rameau, adaptation pour le théâtre, éd. SW Télémaque, 313 p.. Roman historique.
26. Christophe Claro, Cosmoz, éd. Actes Sud.
27. Philippe Claudel, L'Enquête, éd. Stock.
28. Harold Cobert, L'Entrevue de Saint-Cloud, éd. Héloïse d'Ormesson
29. Mario Crespo, LS6 (premier roman), éd. Bohodon
30. Jacqueline Dana, La Réfugiée de Saint-Martin, éd. Jean-Claude Lattès, 300 p..
31. Kéthévane Davrichewy, La mer noire, éd. Sabine Wespieser
32. Joséphine Dedet, L'Homme que vous aimerez haïr, éd. Belfond
33. Jean-Baptiste Del Amo, Le Sel, éd. Gallimard-NRF.
34. Raphaël Delpard, L'Enfant sans étoile, éd. Calmann-Lévy.
35. Agnès Desarthe, Dans la nuit brune, éd. de L'Olivier.
36. Isabelle Desesquelles, Fahrenheit 2010, éd. Stock.
37. Xavier Deutsch, Une belle histoire d'amour qui finit bien, éd. Robert Laffont.
38. Émilie Desvaux, À l'attention de la femme de ménage (premier roman), éd. Stock.
39. Kéthévane Davrichewy, Les Séparées, éd. Sabine Wespieser, 181 p..
40. Fatou Diome, Celles qui attendent, éd. Flammarion.
41. Sophie Divry, La Cote 400, éd. Les Allusifs.
42. Jean Diwo, La Calèche, éd. Flammarion
43. Julie Douard, Après l'enfance (premier roman), éd. P.O.L, 324 p..
44. Marie Duboscq, Les Chambres d'Antoine (premier roman), éd. Bruit blanc, 167 p..
45. Pierre Ducrozet, Requiem pour Lola rouge (premier roman), éd. Grasset.
46. Marc Dugain, L'Insomnie des étoiles, éd. Gallimard
47. Lionel Duroy, Le Chagrin, éd. Julliard
48. Jean Echenoz, Des éclairs, Les Éditions de Minuit
49. Vincent Eggericx, L'Art du contresens, éd. Verdier.
50. François d'Épenoux, Même pas mort, éd. Anne Carrière.
51. Jacques Expert, Ce soir, je vais tuer l'assassin de mon fils, éd. Anne Carrière, 256 p..
52. Éric Faye, Nagasaki, éd. Stock. Grand Prix du roman de l'Académie française.
53. Alice Ferney, Passé sous silence, éd. Actes Sud
54. Jérôme Ferrari, Où j'ai laissé mon âme, éd. Actes Sud
55. Élisabeth Filhol, La Centrale, éd. P.O.L
56. Caroline Fives, Quand nous serons heureux, éd. Le Passage.
57. Daniel Fohr, Prière de laisser ses armes à la réception, éd. Robert Laffont, 285 p..
58. Gisèle Fournier, Le Dernier mot, éd. Mercure de France
59. Fabrice Gaignault, Aspen terminus, éd. Grasset, 232 p..
60. Christian Gailly, Lily et Braine, éd. Les Éditions de Minuit
61. Laurent Gaudé, Ouragan, éd. Actes Sud.
62. Pascale Gautier, Les Vieilles, éd. Joëlle Losfeld, 194 p..
63. Jean-Baptiste Gendarme, Petit éloge des voisins, éd. Gallimard, coll. Folio.
64. Franz-Olivier Giesbert, Un très grand amour, éd; Gallimard, 254 p..
65. Valéry Giscard d'Estaing, La Victoire de la Grande Armée, éd. Plon, 324 p.. Roman historique.
66. Adrien Goetz, Le Coiffeur de Chateaubriand, éd. Grasset.
67. Patrick Grainville, Le Baiser de la pieuvre, éd. du Seuil, 256 p..
68. Simonetta Greggio (Italienne), Dolce Vita, 1959-1979, éd. Stock.
69. Hélène Grémillon, Le Confident (premier roman), éd. Plon.
70. Denis Grozdanovitch, La Secrète Mélancolie des marionnettes (premier roman), éd. L'Olivier.
71. Victor Cohen Hadria, Les Trois saisons de la rage (premier roman), éd. Albin Michel, 458 p..
72. Jean-Baptiste Harang, Nos cœurs vaillants, éd. Grasset.
73. Thomas Heams-Ogus, Cent seize Chinois et quelques (premier roman), éd. Le Seuil.
74. Mikael Hirsch, Le Réprouvé, éd. L'Éditeur, 185 p.. Le Paris littéraire des années 1950.
75. Michel Houellebecq, La Carte et le Territoire, éd. Flammarion, 8 septembre.
76. Fabrice Humbert, La Fortune de Sila, éd. Le Passage. Grand Prix RTL Lire.
77. Claudie Hunzinger, Elles vivaient d'espoir, éd. J'ai lu, 246 p..
78. France Huser, La Triche, éd. Gallimard-NRF.
79. Nancy Huston (canadienne), Infrarouge, éd. Actes Sud, 310 p..
80. Katrina Kalda, Un roman estonien (premier roman), éd. Gallimard, 196 p..
81. Maylis de Kerangal, Naissance d'un pont, éd. Verticales.
82. David S. Khara, Le Projet Bleiberg (thriller), éd. Critic.
83. Pauline Klein, Alice Kahn (premier roman), éd. Allia.
84. Nathalie Kuperman, Nous étions des êtres vivants, éd. Gallimard.
85. Jean-Claude Lalumière, Le Front russe (premier roman), éd. Le Dilettante, 254 p..
86. Simon Lambert, La Chambre, vlb éditeur. Prix Robert-Cliche.
87. Patrick Lapeyre, La vie est brève et le désir sans fin, éd. P.O.L – Prix Femina
88. Alexandra Lapierre, L'Excessive, éd. Plon.
89. Camille Laurens, Romance nerveuse, éd. Gallimard, 220 p.. Amour et souffrance.
90. Perrine Leblanc (québécoise), L'Homme blanc (premier roman), éd. Le Quartanier. Grand prix du livre de Montréal.
91. Annie Lemoine, Amusez-vous bien, éd. Flammarion. Un week-end inattendu.
92. Maurice Lemoine, Cinq Cubains à Miami, éd. Don Quichotte, 1048 p..
93. François Léotard, La Nuit de Kahina, éd. Grasset.
94. Jérôme Leroy, Physiologie des lunettes noires, éd. Mille et Une Nuits.
95. Andreï Makine (franco-russe), Le Livre des brèves amours éternelles, éd. Le Seuil. Russie années 1960.
96. Jean Mattern, De lait et de miel (second roman), éd. Sabine Wespieser.
97. Olivier Michel, À Dieu la France, éd. Nil, 173 p.. La France devenue une théocratie.
98. Richard Millet, La Confession négative, éd. Folio, 521 p..
99. Romain Monnery, Libre, seul et assoupi (premier roman), éd. Au Diable Vauvert. Le bonheur dans le chômage.
100. Isabelle Monnin, Les Vies extraordinaires d'Eugène (premier roman), éd. Jean-Claude Lattès, 232 p..
101. Théodore Musard et Achille Wolfoni, Rachida m'a dit…, éd. Mango. Roman de la politique française.
102. Marc-Édouard Nabe, L'Homme qui arrêta d'écrire, auto-édition, 695 p.
103. Marie Nimier, Photo-photo, éd. Gallimard.
104. Jean d'Ormesson, C'est une chose étrange à la fin que le monde, éd. Laffont.
105. Erik Orsenna, L'Entreprise des Indes, éd. Stock / Fayard, 390 p..
106. Martin Page, La Disparition de Paris et sa renaissance en Afrique, éd. de L'Olivier, 214 p..
107. Anthony Palou, Fruits & légumes, éd. Albin Michel.
108. Olivier Peru, Druide, éd. Eclipse
109. Martin Provost, Bifteck, éd. Phébus.
110. Julie Resa, Le Camion blanc (premier roman), éd. Buchet-Chastel, 90 p..
111. Anne-Marie Revol, Nos étoiles ont filé, éd. Stock.
112. Nathalie Rheims, Car ceci est mon sang, éd. Léo Scheer.
113. David Rochefort, La Paresse et l'oubli (premier roman), éd. Gallimard, 262 p.. Une jeunesse désolée d'ennui.
114. Marie-Sabine Roger, Vivement l'avenir, éd. du Rouergue.
115. Olivia Rosenthal, Que font les rennes après Noël ?, éd. Verticales Phase Deux.
116. Tatiana de Rosnay, Le Voisin, éd. Héloïse d'Ormesson.
117. Sandrine Roudeix, Attendre (premier roman), éd. Flammarion.
118. Frédéric Rouvillois, Le Collectionneur d'impostures, éd. Flammarion
119. Jean-Christophe Rufin, Katiba, éd. Flammarion
120. Arnaud Rykner, Le Wagon, éd. du Rouergue.
121. Lionel Salaün, Le Retour de Jim Lamar (premier roman), éd. Liana Levi, 233 p..
122. Fanny Salmeron, Si peu d'endroits confortables, Stéphane Million éditeur.
123. Romain Sardou, America, XO éditions.
124. Pierre-Emmanuel Scherrer, Desert Pearl Hotel, éd. La Table Ronde, 217 p..
125. Colombe Schneck, Une femme célèbre, éd. Stock.
126. Violaine Schwartz, La Tête en arrière (premier roman), éd. P.O.L. Prix du Roman du mois (Leclerc/Télé 7 jours). Une « ménagère désespérée ».
127. Gilbert Sinoué, Le Souffle du jasmin, éd. Flammarion
128. Philippe Sollers, Trésor d'Amour, éd. Gallimard
129. Morgan Sportès, L'Aveu de toi et moi, éd. Fayard, 350 p..
130. Amanda Sthers, Les Terres saintes, éd. Stocks, 206 p..
131. François Sureau, Inigo. Portrait, éd. Gallimard
132. François Taillandier : cycle La Grande Intrigue, Les romans vont où ils veulent (tome IV), Time to turn (tome V), éd. Stock.
133. Chantal Thomas, Le Testament d'Olympe, éd. Le Seuil, 303 p.. L'une croît au ciel, l'autre au ciel du lit.
134. Élisabeth Tremblay, Filles de Lune t. 4 : Quête d'éternité, éd. Mortagne, 544p..
135. Henri Troyat, La Perruque de M. Regnard, éd. de Fallois.
136. Florence Vasseur, Comment j'ai liquidé le siècle, éd. des Équateurs.
137. Pierre Vavasseur, Recommencer, éd. Jean-Claude Lattès
138. Delphine de Vigan, Les Heures souterraines, éd. Jean-Claude Lattès
139. Jérôme-Arnaud Wagner, N'oublie pas que je t'aime (premier roman), éd. Les Nouveaux Auteurs
140. Valérie Zenatti (Franco-israélienne), Les Âmes sœurs, éd. de l'Olivier

#### Auteurs traduits
- Giovanni Arpino (1927-1987, italien), Une âme perdue, traduit par Nathalie Bauer, éd. Belfond, 136 p.. En quelques jours un jeune garçon découvre tous les lourds secrets d'une famille.
- Alan Bennett (anglais), La Mise à nu des époux Ransome, traduit par Pierre Ménard, éd. Denoël, 160 p..
- William Boyd (écossais), Orages ordinaires, traduit par Christiane Bess, éd. Le Seuil, 476 p..
- Candace Bushnell (américaine), Le Journal de Carrie. Avant Sex and the City (tome 1), traduit par Valérie Le Plouhinec, éd. Albin Michel, coll. Wiz, 448 p..
- Bernardo Carvalho (brésilien), Ta mère, traduit par Geneviève Leibrich, éd. Métailié.

1. Tracy Chevalier, Prodigieuses créatures, traduit par Anouk Neuhoff, éd. La Table ronde

- Paulo Coelho (brésilien), Brida, traduit par Françoise Marchand-Sauvagnargues, éd. Flammarion, 296 p..
- Bret Easton Ellis (américain), Suite(s) impériale(s), éd. Robert Laffont.
- Roger Jon Ellory (américain), Les Anonymes (thriller), traduit par Clément Baude, éd. Sonatine, 688 p.. Un tueur en série de jeunes femmes.
- Ben Elton (anglais), Ze Star, traduit par Aline Azoulay, éd. Belfond. Dans le monde de la téléréalité.
- Louise Erdrich (américaine), La Malédiction des colombes, traduit par Isabelle Reinharez, éd. Albin Michel.
- Beth Fantaskey (américain), Alchimie, traduit par Nathalie Perrony, éd. Le Masque, 397 p.. Le mythe Jekel-Hyde revu.
- Ken Follett (gallois), La Chute des géants, éd. Robert Laffont.
- Sebastian Faulks (anglais), Mr Engleby, traduit par Pierre Ménard, éd. Flammarion.
- Lisa Gardner (américaine), La Maison d'à côté, éd. Albin Michel.
- Elizabeth Gaskell (1810-1865, anglaise), Les Confessions de Mr Harrison, éd. L'Herne.
- Robert Goolrick (américain), Féroces, traduit par Marie de Prémonville, éd. Anne Carrière.
- Katharina Hagena (allemande), Le Goût des pépins de pommes, traduit par Bernard Kreiss, Anne Carrière Éditions, 267 p.. L'héritage d'un belle maison fait remonter des souvenirs.
- Rich Hall, Ottis Lee Crenshaw contre la société, traduit par Thierry Beauchamp, éd. Rivages, 380 p..
- Jim Harrison (américain), Les Jeux de la nuit, éd. Flammarion.
- James Herbert (anglais), La Conspiration des fantômes, éd. Milady.
- Michiel Heyns (anglo-Sud-Africain), Jours d'enfance (premier roman), traduit par Françoise Adelstein, éd. Philippe Rey.
- Nick Hornby (anglais), Juliet, Naked, traduit par Christine Barbaste, éd. 10/18, 318 p..
- Siri Hustvedt (américaine), La Femme qui tremble, traduit par Christine Le Bœuf, éd. Actes Sud.
- Kazuo Ishiguro, « Nocturnes », 2010, éd. Folio Gallimard, traduit par Anne Rabinovitch
- Cynan Jones (gallois), Longue sécheresse, traduit par Mona de Pracontal, éd. Joëlle Losfeld. Roman à la manière de Marcel Aymé.
- Jack Kerouac (1922-1969, américain), Sur la route. Le rouleau original, éd. Gallimard, 505 p..
- Antonia Kerr (Américain), Des Fleurs pour Zoé, éd. Gallimard.
- Bernard Knight (anglais), Le Trésor de Saewulf, traduit par Nathalie Bru, éd. Pygmalion.
- Camilla Läckberg (suédoise), L'Oiseau de mauvais augure, traduit par L. Grumbach et C. Marcus, éd. Actes Sud.
- Wally Lamb (américain), Le Chagrin et la Grâce (troisième roman), éd. Belfond, 544 p.. Un voyage aux États-Unis et dans la mentalité américaine.
- Reif Larsen, L'Extravagant Voyage du jeune et prodigieux T.S. Spivet, éd. Nil.
- Mario Levi (turc), Istanbul était un conte, traduit par Ferda Fidan, éd. Sabine Wespieser.
- Andrej Longo (italien), Dix, traduit par Dominique Vittoz, éd. Flammarion.
- Erri De Luca (italien), Le Jour avant le bonheur, traduit par Danièle Valin, éd. Gallimard.
- Katarina Mazetti (suédoise), Le Mec de la tombe d'à côté, traduit par Lena Grumbach et Catherine Marcus, éd. Gaïa, 235 p..
- Stephen McCauley (américain), L'Homme de ma vie, traduit par Françoise Jaouën, éd. Baker Street.
- Katherine Mosby (américaine), Sanctuaires ardents, traduit par Cécile Arnaud, éd. Quai Voltaire.
- Joyce Carol Oates (américaine), ''Fille noire, fille blanche, traduit par Claude Seban, éd. Philippe Rey, 682 p.. Les rapports entre adolescentes dans une pension scolaire.
- Joyce Carol Oates (américaine), Petite sœur, mon amour, traduit par Claude Seban, éd. Philippe Rey, 668 p.. Prix de l'Héroïne 2011.
- Tawni O'Dell (américaine), Animaux fragiles, traduit par Bernard Cohen, éd. Belfond, 494 p..
- Sofi Oksanen (finlandaise), Purge, éd. Stock. Prix du roman Fnac, Prix Femina étranger, Prix du Livre européen.
- Auður Ava Ólafsdóttir (islandaise), Rosa Candida, traduit par Catherine Eyjolfsson, éd. Zulma.
- Per Petterson (norvégien), Maudit soit le fleuve du temps, traduit par Terje Sinding, éd. Gallimard.
- Anne B. Ragde (norvégienne), La Ferme des Neshow, éd. Balland.
- Salman Rushdie (anglo-indien), Luka et le feu de la vie, éd. Plon.
- Richard Russo (américain), Les Sortilèges du cap Cod, traduit par Céline Leroy, éd. Quai Voltaire, 313 p..
- José Saramago (portugais), Caïn, traduit par Geneviève Leibrich, éd. Le Seuil. Son dernier livre posthume.
- James Scudamore (anglais), Fils d'Heliopólis (second roman), traduit par Anne-Marie Carrière, éd. 10/18.
- Luis Sepúlveda (chilien), L'ombre de ce que nous avons été, traduit par Bertille Hausberg, éd. Métaillé, 160 p..
- Elif Shafak (turque), Soufi, mon amour, éd. Phébus.
- Shan Sa (chinois), La Cithare nue, éd. Albin Michel.
- Lionel Shriver (américaine), Double Faute, traduit par Michèle Lévy-Bram, éd. Belfond. Une relation sentimentalement dans le monde du tennis.
- Joanna Smith Rakoff (américaine), Le plus bel âge, traduit par Catherine Barret, éd. Presses de la Cité, 620 p..
- Danielle Steel (américaine), Au jour le jour, éd. Presses de la Cité.
- Olen Steinhauer (américain), L'Issue, éd. Liana Levi, 453 p..
- Kathryn Stockett (américaine), La Couleur des sentiments, traduit par Pierre Girard, éd. Jacqueline Chambon, 526 p.. Chronique des travailleuses noires à Jackson dans les sixties.
- Kim Thúy (vietnamienne), Ru, éd. Liana Levi, 144 p.. Une famille de boat people.
- Colm Toibin (irlandais), L'Épaisseur des âmes, traduit par Anne Gibson, éd. 10/18
- Anthony Trollope (anglais, 1815-1882), Miss Mackenzie (1865), traduit par Laurent Bury, éd. Le Livre de Poche, 510 p..
- David Trueba (espagnol), Savoir perdre, traduit par Anne Plantagenet, éd. Flammarion, 448 p..
- Eric Van Lustbader (américain), La Trahison dans la peau : L'empreinte de Bourne (thriller), traduit par Floriane Vidal, éd. Grasset.
- Eric Van Lustbader (américain), Le Danger dans la peau : La sanction de Bourne (thriller), traduit par Floriane Vidal, éd. Grasset.
- Andre Vltchek (américain), Point de non-retour, traduit par Maryse Leynaud, éd. Yago, 384 p.. Les tribulations d'un reporter de guerre.
- Evelyn Waugh (anglais, 1903-1966), Le Cher disparu, éd. Robert Laffont.
- David Wellington (américain, 1903-1966), Zombie Island (série Zombie Story, tome 1), éd. Milady - Zombie Nation (série Zombie Story, tome 2), éd. Milady - Zombie Planet (série Zombie Story, tome 3), éd. Milady.
- Tim Willocks, Green River, traduit par Pierre Grandjouan, éd. Sonatine, 412 p.. Dans l'enfer d'un pénitencier texan.

#### Livres pour adolescents
1. Plusieurs jeunes auteures (15-17 ans), 6 Nouvelles d'ados, prix Clara 2010, éd. Héloïse d'Ormesson.
2. Jean-Louis Brunaux, Les Gaulois expliqués à ma fille, éd. Le Seuil.
3. Victor Dixen, Automne Traqué (Le Cas Jack Spark saison 2), Jean-Claude Gawsewitch Éditeur
4. Histoires courtes à rallonges, éd. Milan Récré. Nouvelles.
5. Carmen Bramly, Pastel fauve, éd. Jean-Claude Lattès.
6. Lewis Carroll (conte original), Rébecca Dautremer (illustrations), Alice au pays des merveilles, éd. Hachette Jeunesse.
7. Emmanuelle et Benoît de Saint Chamas, Strom, le Collectionneur, éd. Nathan, 298 p..
8. Fabrice Colin, Bal de givre à New York, éd. Albin Michel/Wiz.
9. Didier van Cauwelaert, La guerre des arbres commence le 13, éd. Albin Michel.
10. Mathias Énard, Parle-leur de batailles, de rois et d'éléphants, éd. Actes Sud. Michel-Ange à Constantinople. Prix des Lycéens du Goncourt.
11. Neil Gaiman, Entremonde, traduit par Michel Pagel, éd. Au Diable Vauvert.
12. Neil Gaiman et Brett Helquist (dessins), Odd et les géants de glace, traduit par Valérie Le Plouhinec, éd. Albin Michel Jeunesse.
13. Agnès de Lestrade, Mon cœur n'oublie jamais, éd. du Rouergue, coll. ZigZag, 109 p..
14. Erik Orsenna (conte), Adrienne Barman (dessins), Princesse Histamine.
15. Olivier Peru et Patrick McSpare, Les Haut-Conteurs, tome 1 : La Voix des Rois, éd. Scrinéo Jeunesse
16. Jean-Charles Vandenabeele, Jour blanc au Chinaillon

#### Romans, policiers et thrillers
1. Kate Atkinson (britannique), Parti tôt, pris mon chien, traduit par Isabelle Caron, éd. de Fallois.
2. Ingrid Astier, Quai des enfers, éd. Gallimard \ Série noire, 402 p..
3. Mischa Berlinski, Le Crime de Martiya Van der Leun, éd. Albin Michel, 480 p..
4. Chelsea Cain (américaine), Les Héritiers du Mal, éd. Fleuve noir. Une serial killeuse.
5. Philippe Colin-Olivier, Tableaux d'honneur, éd. Le Passage, 212 p.. Fric-frac, combines, arnaques et coups fourrés; des voleurs losers.
6. Catherine Diran, Demande à mon cœur, éd. Au-delà du raisonnable.
7. Elizabeth George (américaine), Le Cortège de la mort, traduit par Anouk Neuhoff, éd. Presses de la Cité, 716 p..
8. Patrick Graham (américain), Retour à Rédemption, éd. Anne Carrière.
9. Colin Harrison (américain), L'Heure d'avant, traduit par Renaud Morin, éd. Belfond, 210 p..
10. Claudie Hunzinger, Elles vivaient d'espoir, éd. Grasset. Prix du Roman du mois (Leclerc/Télé 7 jours).
11. Peter James, Deuil, traduit par Benoît Domis, éd. Bragelonne, 417 p..
12. Laurent Joffrin, L'Énigme de la rue Saint-Nicaise, éd. Robert Laffont.
13. David S. Khara (américain), Les Vestiges de l'aube, éd. Rivière Blanche. Un vampire aide la police dans ses enquêtes.
14. Bernard Knight (anglais), Le Trésor de Saewulf, traduit par Nathalie Bru, éd. Pygmalion, 330 p.. Polar médiéval.
15. Patricia MacDonald (américaine), Une mère sous influence, éd. Albin Michel. Triller psychologique.
16. Elsa Marpeau, Les Yeux des morts (premier roman), éd. Gallimard coll. Série noire, 259 p..
17. Lázaro Martín Manca (espagnol), Les Mystères de Tenerife, éd. Le Passage, 218 p..
18. Nadine Monfils, Coco givrée, éd. Belfond.
19. Hubert Monteilhet, Les Talons d'Achille, éd. de Fallois.
20. Naïri Nahapétian (second roman), Dernier refrain à Ispahan, éd. Liana Levi, 220 p..
21. Jean-François Parot, L'Enquête russe, éd. Jean-Claude Lattès, 502 p.. Une enquête de Nicolas Le Floch.
22. Claude Ragon, Du bois pour les cercueils, éd. Fayard, prix du Quai des Orfèvres 2011.
23. Ian Rankin (écossais), Exit Music, traduit par Daniel Lemoine, éd. du Masque.
24. Kathy Reichs, Viral, Oh ! Éditions, 412 p..
25. Christophe Rocancourt, L'Évangile selon Max. Verset un : Tu ne mentiras point... ou presque (premier roman), éd. Flammarion, 377 p..
26. Jean-Marc Souvira, Le vent t'emportera, éd. Fleuve Noir, 432 p.. Une série de meurtres dans la canicule de l'été.
27. Kjetil Try (norvégien), Noël sanglant, traduit par Alexis Fouillet, éd. Gallimard, coll. Série noire, 400 p..
28. Scott Turow (américain), Innocent toujours, traduit par Stéphane Carn, éd. Jean-Claude Lattès, 546 p..
29. Kate White (en) (américaine), Hush, éd. Marabout, 382 p..
30. Don Winslow (américain), La Patrouille de l'aube, éd. du Masque, 350 p.. Polar noir.

## Décès
- 5 janvier : Bernard Le Nail, écrivain français, mort à 63 ans.
- 6 janvier : Bruno Roy, écrivain, essayiste, professeur et poète québécois, mort à 66 ans.
- 12 janvier : Marianne Valandré, auteur de contes pour enfants et traductrice de romans anglais et américains (° 1er juillet 1937).
- 31 janvier : Kage Baker, écrivain américaine de science-fiction et de fantasy, morte à 57 ans.
- 7 février : William Tenn, écrivain américain de science-fiction, mort à 89 ans.
- 11 mars : Elena Schwarz, poétesse russe (° 17 mai 1948).
- 19 mai : Robert Laffont, fondateur des éditions Robert Laffont, mort à 93 ans.
- 3 août : Jaime Semprun, fondateur des Éditions de l'Encyclopédie des Nuisances, mort à 63 ans.
- 10 septembre : Edwin Charles Tubb, écrivain britannique de science-fiction, fantasy et western, mort à 90 ans.